# 原田瞳
原田瞳（日语：／ Harada Hitomi，1987年11月18日—），日本山口縣宇部市出身的女性配音員、歌手。

## 人物
- 以雄偉的G罩杯聞名，也有不少穿著泳裝的照片給予粉絲福利。
- 歌手活動中单机游戏『ef - a fairy tale of the two.』後編『ef - the latter tale.』的主題歌「emotional flutter」獲得Oricon日排名21位、週間Oricon32位的好成績。
- 作為歌手，在音響製作公司TWOFIVE出道，結束合約後，以聲優的身份移籍至Production baobab。
- 移籍至Production baobab後主要從事遊戲配音和吹替等相關工作，主要是2009年接受動畫試演，《笨蛋，測驗，召喚獸》中的姬路瑞希是第一次主役。
- 2003年歌手出道，同年在歌手出道后便以声优出道。
- 声线主要以纤细的少女音和成熟的女性音为主，其他的声线还有少年、动物之类。以多为萝莉声线的萌系配音与唱歌时的高亢激烈的歌声而形成鲜明对比为特色。
- 2003年到10年期间主要为Galgame等演唱主题歌。11年开始发行个人的音乐唱片，主要为动画作品演唱主题歌。
- 2015年9月初尾骨受傷，暫停聲優工作而療傷。

## 演出作品

### 電視動畫
2007年
- 君吻（飛羽愛美）
- 現視研2（キューティトンコ）

2008年
- クリーピー（クリス・アリス）
- 骷髏13（ビロゼルチェフの娘）
- 純情羅曼史（女子）
- BUS GAMER
- BLEACH（梅諾莉·瑪利亞）

2009年
- 輕聲密語（蓮賀朋繪）
- 秀逗魔導士 EVOLUTION-R（小孩C）
- 哆啦A夢 (2005年電視動畫)（女子）

2010年
- 聖誕之吻SS（飛羽愛歌、蒔原美佳）
- 笨蛋，測驗，召喚獸（姬路瑞希）
- 向陽素描×☆☆☆（乃莉）

2011年
- 笨蛋，測驗，召喚獸 第二季（姬路瑞希）
- 向陽素描×SP（乃莉）
- 魔劍姬！（二條秋）

2012年
- Another（霧果）
- 聖誕之吻SS（飛羽愛歌）
- 向陽素描×蜂窩（乃莉）
- 惡魔高校D×D（卡拉米爾）

2013年
- 閃亂神樂（飛鳥）
- 人魚又上鈎（富士）
- 機巧少女不會受傷（夜夜）

2014年
- 魔劍姬！通（二條秋）
- 犬神同學和貓山同學（貓山珠喜）
- 人生諮詢電視動畫「人生」（久美）
- 東京ESP（奈室亞美江）
- 魔彈之王與戰姬（凡倫蒂娜·古麗卡·艾斯特斯）
- （望月惠麗奈）

2015年
- 偶像大師 灰姑娘女孩（十時愛梨）
- 亂步奇譚 拉普拉斯的遊戲（母親）
- 女武神驅動 -美人魚-（相良百華）

2016年
- 至高指令（平景清）

2017年
- 清戀（時岡奈緒）
- 偶像大師 灰姑娘女孩劇場（十時愛梨）
- 戰鬥女子學園（朝比奈心美）
- 偶像大師 灰姑娘女孩劇場 2nd SEASON（十時愛梨）

2018年
- 25歲的女高中生（名鳥花）
- 閃亂神樂 SHINOVI MASTER -東京妖魔篇-（飛鳥[1]）

2019年
- 偶像大師 灰姑娘女孩劇場 CLIMAX SEASON（十時愛梨）

2022年
- Futsal Boys!!!!!（陽菜〈大和晴的祖母〉）
- 怪人開發部的黑井津小姐（エルバッキー[2]）
- BLEACH 千年血戰篇（梅諾莉·瑪利亞）

### 劇場版動畫
2010年
- 涼宮春日的消失（劍持琴音）

### OVA
2011年
- 笨蛋，測驗，召喚獸〜祭〜（姬路瑞希）

2013年
- 人魚又上鉤（富士）※漫畫第9集附DVD特裝版

### 遊戲
- 桃色大戰（エクロット）
- 聖誕之吻（飛羽愛歌、蒔原美佳）
- 内田康夫DSミステリー 名探偵・浅見光彦シリーズ「副都心連續殺人事件」（鷹尾笙子）
- カンブリアンQTS（王華麗）
- 君吻（飛羽愛美）
- 魔力寶貝2
- ゾイド ジェネレイションズ（ミドリ）
- ゾイド インフィニティEX NEO（ミドリ）
- 永恆紀元
- DREAM C CLUB（るい）
- 春天的足音（桃園香）
- 雙葉理保14歲 〜夏〜（女服務生）
- 星之王女2（月影葵）
- Yo-Jin-Bo 〜命運的歡樂〜（歷史部部長、侍女）
- Le Ciel Bleu ～ル・シエル・ブルー～（シーラ）／風色幻想ONLINE（紫羅）
- 狂野歷險 XF
- 艾爾之光（露莉爾）
- 神次元戰記 戰機少女V（Marvelous AQL）
- 惡魔高校D×D NEW FIGHT（卡拉米爾）
- 偶像大師 灰姑娘女孩（十時愛梨）
- 偶像大師 灰姑娘女孩 星光舞台（十時愛梨）
- 戰鬥女子學園（朝比奈心美）
- 鋼鐵少女（密蘇里、長門、Z3）
- 閃耀幻想曲（乃莉）
- 閃亂神樂系列（飛鳥）

### 吹替
- オープン・シーズン2 ペットvs野生の動物たち（ロージー）
- キス・オブ・デス
- 近距離恋愛（ブロガー）
- THE LAST HOUSE ON THE LEFT（セイディ）
- ダイアリー・オブ・ザ・デッド（メアリー）
- ミディアム3 霊能者アリソン・デュボア #15

### CD

#### 廣播劇CD
- 学園革命伝ミツルギ（妻先母）
- 輕聲密語 原創廣播劇CD 純夏最長的一日（蓮賀朋繪）
- NOW HERE（女子社員）
- ブラザー戦隊あっぷるず3 萠えよ奥様ROBO〜Enter the Mocchie〜（マーリョ）

#### 音樂、Radio CD
- ドリームクラブボーカルアルバム「PURE SONGS @DREAM C CLUB」（るい）
- ラジオ Dream C Club vol.1

### 廣播
- オンデマンド DE ネットネット大作戦（助手）
- ガラジオ（仮）
- ガラジオ
- 笨蛋，測驗，召喚獸 文月學園放送部（音泉：2009年11月12日－2012年7月12日）
- 機巧少女不會受傷 Facing 「Radio Party」（音泉）

#### 廣播劇
- 百道あゆみ探偵事務所（百道あゆみ）（網路電台）
- VOMIC 爆漫王。（亞豆美雪）

### 其他
- 伊希歐之夢 エコミュニティ ECO放送局（網路電視）

## 歌手活動

### galapagos
- 創まりの風
- ノア
- 桜〜ロウ〜

### 其他
- 曾幾何時天魔的黑兔（いつか天魔の黒ウサギ） 主題曲《Once》
- eden* 主題曲《little explorer》（「little explorer」內收錄）
- ef - a fairy tale of the two.
  - ef - the first tale. 主題曲《悠久之翼》（「eternal feather」內收錄）
  - ef - the latter tale. 片頭曲《emotional flutter》、片尾曲《ever forever》（「emotional flutter」內收錄）
- しあわせのかたち 主題曲《もう一度だけ》（「V-Hearts vol.3」內收錄）
- なつ☆なつ 主題《nachu☆nachu》（「なつ☆なつ サウンドトラック」內收錄）
- 春天的足音 主題曲《春 - feel coming spring -》（「はるのうた」內收錄）
- 機巧少女不會受傷 印象曲《MACHINE DOLL》（「機巧少女は傷つかない プロローグEP」內收錄）
- 六ツ星きらり 插入曲《星座の日々》（「V-Hearts vol.3」內收錄）
- 雪之華 主題曲《冬だより》、《約束～resume～》（「V-Hearts vol.3」內收錄）
- らいでぃんぐいんきゅばす 主題曲《覚めない夢の場所（きおく）》
- 閃亂神樂 片尾曲《疾走論》
- 精灵使的剑舞 主題曲《共鳴のTrue Force》
- 魔彈之王與戰姬 片尾曲《Schwarzer Bogen》
- 女武神驅動 主題曲《Overdrive》
- 聖靈家族 主題曲《Magenta Another Sky》

## 外部連結
- 原田ひとみ 官方網站 （页面存档备份，存于）（日語）
- 個人網誌－Hitomin's Diary（已停止更新）（页面存档备份，存于）（日語）
- galapagos ガラパゴスホームページ（日語）
- 事務所公開簡歷（日語）
- 原田ひとみ的X（前Twitter）